# Донецький економічний район
Донецький економічний район — економічний район, розташований на сході України. Район охоплює територію тільки двох областей — Донецької та Луганської. Площа його становить 53,2 тис. км², а населення — 6,54 млн осіб.

## Загальні відомості таЕГП
Територія Донецького району була заселена людьми ще декілька тисячоліть до нашої ери. У І тисячолітті н. е. її територію пролягав своєрідний «коридор», через який проходили кочові народи. В ХІ-ХІІ ст. у степах Донбасу виросли українські поселення. Однак після набігів татар ці землі перетворилися в Дике Поле і повторно їх почали освоювати тільки в XVI ст. запорізькі козаки. Вони заклали перші укріплення, які згодом виросли у міста Маріуполь, Луганськ, Слов'янськ.

Донецьк, який тепер став консолідуючим ядром району, виник тільки у XIX ст. як один із центрів промислового освоєння Донбасу. Характерними рисами економіко-географічного положення Донецького економічного району є значна віддаленість від центру, велика протяжність кордону з Росією, вихід до Азовського моря, близьке розміщення до металорудної бази країни — Придніпров'я, проходження через територію важливих транспортних шляхів загальнодержавного та міжнародного значення.

## Населення і трудові ресурси
Відрізняється з-поміж інших районів найвищим рівнем урбанізації та найбільшою середньою густотою населення (128 осіб на км²), яка майже вдвічі перевищує цей показник для України. Переважна більшість населення, чисельність якого становить близько 6,5 млн осіб, працює у виробничій сфері.
Значний розвиток індустрії, а в останні роки від'ємний природний приріст населення, низька середня густота сільських жителів (14 осіб на км²) зумовили в районі постійну потребу в трудових ресурсах. Сучасна кризова ситуація в господарстві, необхідність закриття збиткових шахт загострюють проблему зайнятості. Визначальною особливістю демографічного розвитку регіону є те, що ця територія належить до пізньоосвоєних. Її колонізація та активне заселення почались лише у XVIII ст. і були пов'язані з освоєнням багатих корисних копалин. Відбувалось це за специфічних історичних обставин, призвівши до формування тут полі-етнічного і полікультурного суспільства. Українців у регіоні проживає 51 %, росіян — 44 %, проте українською мовою послуговується не більше 10 % населення.

## Природні умови і ресурси
На території Донецького економічного району розміщена одна з найважливіших паливно-сировинних баз країни — Донецький кам'яновугільний басейн. Основою його є великі поклади високоякісного, у тому числі коксівного, вугілля. Крім того, між вугільними пластами часто містяться природний газ, використання якого дасть не тільки додаткове паливо, а й зменшить небезпеку при розробці вугільних шахт. З рудних корисних копалин поки що найбільше значення має Микитівське родовище кіноварі (сульфіду ртуті), перспективними є виявлені поклади свинцево-цинкових, мідних, алюмінієвих та залізних руд.

Загальнодержавне значення мають Артемівське та Слов'янське родовища кам'яної солі.

У Донецькому районі є значні запаси нерудної сировини, яку використовують для виробництва будівельних матеріалів (вогнетривких глин, каолінів, мергелів, вапняків).

Район має проблеми з водозабезпеченням. Основними його джерелами є річки Сіверський Донець, Кальміус, Айдар, система водосховищ і каналів, а також підземні води.

Ліси зосереджені в основному в долині Сіверського Дінця, але вони не мають промислового значення.

Рельєф Донецького району рівнинний із пересічними висотами 200—300 м. Значна кількість ярів, що сформувалися в межах Донецької та Придніпровської височин, ускладнюють ведення сільського господарства та прокладання транспортних шляхів.

Для клімату району характерна виражена континентальність. Середня амплітуда температур (від −8 °C у січні та +23 °C у липні) та кількості опадів мала. Це зумовило формування на більшості території степових, а на півдні — сухо-степових комплексів. Тільки в західній частині Донецького кряжу, де кількість опадів дещо більша (500 мм за рік), утворилася ділянка лісостепу. Переважний тип ґрунту — середньогумусний чорнозем. Значні території, які зайняті міськими населеними пунктами, гірничопромисловими об'єктами, териконами, знижують площу сільськогосподарських угідь. Однак частка їх дуже висока — близько 85 % усієї земельної площі.

До природних рекреаційних ресурсів належать мінеральні води, лікувальні болота, а також пляжі Азовського моря.

## Господарство району
Природно-ресурсний потенціал зумовив перетворення району в індустріальний із провідною роллю важкої промисловості. Основними в економічному районі є паливна промисловість та електроенергетика, чорна і кольорова металургія, машинобудування, хімічна, будівельних матеріалів та легка промисловості. Важливе значення мають агропромисловий, транспортний, рекреаційний міжгалузеві комплекси.

Паливна промисловість та електроенергетика спеціалізуються на видобутку кам'яного вугілля, виробництві електроенергії на ТЕС, що працюють на вугіллі. Тут діє ціла низка ДРЕС, найбільші серед яких — Вуглегірська, Слов'янська.

Район посідає друге місце в Україні за випуском чавуну, сталі й прокату. Основою для розвитку металургії на привізних рудах є потужне коксохімічне виробництво та інші обслуговуючі галузі. Найбільшими центрами чорної металургії тут є Донецьк, Маріуполь, Макіївка, Алчевськ, а кольорової — Бахмут, Костянтинівка, Микитівка. Продукцію металургійного комплексі використовують машинобудівні підприємства, які виготовляють устаткування для металургійної, гірничорудної, будівельної індустрії, транспортні засоби. Важке машинобудування зосереджене у Краматорську, Макіївці, Горлівці, Донецьку, транспортне — у Луганську, Маріуполі, Стаханові. Низка заводів спеціалізується на сільськогосподарському електротехнічному машинобудуванні. 

Комбінуючись із металургійним та паливно-енергетичним комплексами, а також використовуючи в роботі мінеральні солі власним родовищ, район відрізняється потужною хімічною промисловістю — виробництвом азотних та фосфорних добрив, соди, а також продукції хімії органічного синтезу.

У будівельно-індустріальному комплексі міжрайонне значення мають цементна та скляна галузі промисловості.

Специфічною рисою агропромислового комплексу і зокрема сільського господарства є те, що вони мають яскраво виражену приміську спеціалізацію, зорієнтовану на забезпечення потреб населення, зайнятого у промисловому секторі економіки. Тільки північні й південні частини району з меншою концентрацією промислових центрів зайняті вирощуванням переважно озимої та частково ярої пшениці, соняшнику, а також молочно-м'ясним скотарством і вівчарством.

Харчова промисловість орієнтується переважно на споживача і містить підприємства борошномельно-круп'яної, хлібопекарської, кондитерської, пивоварної, м'ясної та молочної галузей. Загальнодержавне значення має солеварна індустрія та виробництво шампанських вин.

Легка промисловість, використовуючи жіночі трудові ресурси та місцеву і привізну сировину, спеціалізується на випуску вовняних тканин, трикотажу, швейних виробів і взуття.

Транспорт Донецького району вирізняється в Україні найбільшим обсягом перевезень, особливо залізницями та автомобільними шляхами. Значного рівня розвитку набули тут морський, трубопровідний та повітряний його види.

Міжрайонне значення має рекреаційний комплекс, який базується на ресурсах Азовського моря, мінеральних водах і лікувальних грязях.

## Найбільші міста
Найбільшим містом, ядром формування Донецького економічного району та Донецько-Макіївської промислової агломерації є Донецьк (988 тис. осіб). Провідні галузі у промисловому комплексі міста — вуглевидобуток, чорна металургія, важке й точне машинобудування, хімічна, коксохімічна, будівельна, а також легка та харчова промисловість. У Донецьку працюють однойменний науковий центр НАН України, одинадцять вищих навчальних закладів, три театри, музеї.

Луганськ (понад 454 тис. жителів) — другий за значенням адміністративний, економічний та культурний центр ЕР. Провідними видами виробництва тут є транспортне машинобудування, трубопрокат, а також легка та харчова промисловості. У місті працюють п'ять вищих навчальних закладів, три театри, п'ять музеїв.

Маріуполь є другим за численністю населення (понад 480 тис. осіб) містом у Донецькому районі. Місто є одним з найбільших в Україні центрів чорної металургії та важкого машинобудування. Поряд з цими галузями в місті важливе значення мають легка та харчова промисловість, морський транспорт, санаторно-курортний комплекс.

## Проблеми й перспективи розвитку
Основними проблемами району є вирішення питань подальшого розвитку вугільної промисловості, складної екологічної ситуації, депопуляції та великого розриву в рівнях доходів жителів краю. Невирішеність цих питань спричиняє подальший занепад малих міст, селищ, сільських населених пунктів. Зараз на території Донецького економічного району триває Російсько — Українська війна. Тому багато заводів закрито, а Донецький аеропорт міжнародного значення зруйновано.